# Gino Bos
Gino Bos (Gent, 24 november 1969) is een Belgisch voormalig wielrenner. Hij won in 1992 de Vlaamse Pijl en mocht vervolgens een halfjaar stage lopen bij Team Deutsche Telekom, maar wist er geen contract af te dwingen.

## Belangrijkste overwinningen
1992
- Vlaamse Pijl